# Romances científicos
Romances Científicos es el cuarto álbum de estudio de la banda colombiana Estados Alterados. Fue lanzado en marzo de 2010, después de la reunión de la banda, tras un receso de más de 10 años. El nombre de este nuevo álbum es “Romances Científicos” que es el nombre que se le daba a la ciencia ficción en el período victoriano, fue producido por el británico Phill Vinall quien sintió desde el principio una profunda afinidad con el sonido de la banda.
Su regreso y adelanto del disco fue como teloneros el 4 de marzo de la legendaria Coldplay en Bogotá; esta producción musical es un trabajo con sonido refrescante, una marcada madurez musical y por su puesto la innovación del grupo intentando con sonidos poco habituales generar música de calidad.

## Álbum
Romances Científicos está conformado por 12 nuevos temas en los que el grupo incorpora mucho del sonido particular de sus anteriores entregas con tecnología y sonidos modernos, del nuevo álbum su vocalista -Elvis- comento:

"Aunque lo electrónico sigue siendo sorpresivamente algo novedoso, lo que más tiene de especial (este álbum) es que tiene sonidos e instrumentos tradicionales procesados de maneras no tradicionales, así como objetos y ruidos, jugamos mucho y la pasamos muy bien grabando" (Fernando Sierra)

EL sencillo Contenme contó con un vídeo oficial, así como también se realizó un nuevo clip de su tema más conocido "Muévete", para el grupo y sus fanes la independencia con la que grabaron el álbum fue muy importante ya que lograron asumir todo el poder creativo sin las imposiciones propias que pudieran tener de algún sello disquero este nuevo trabajo los llevó a presentarse en diversos festivales y conciertos masivos como Festival Altavoz, Rock al Parque y Vive Latino (México).

## Lista de temas
| Romances científicos |                           |          |  |
| N.º                  | Título                    | Duración |  |
| 1.                   | «Contenme»                | 3:12     |  |
| 2.                   | «Mil Demonios»            | 3:08     |  |
| 3.                   | «Un Deseo»                | 3:17     |  |
| 4.                   | «Cúbreme»                 | 4:58     |  |
| 5.                   | «Joy»                     | 3:03     |  |
| 6.                   | «Invisible»               | 4:11     |  |
| 7.                   | «Sin Prejuicios»          | 3:03     |  |
| 8.                   | «Bajo el Agua»            | 4:13     |  |
| 9.                   | «Mitad»                   | 4:27     |  |
| 10.                  | «Atomic Playboy»          | 3:10     |  |
| 11.                  | «Insatisfecha Compulsiva» | 3:44     |  |
| 12.                  | «Ella Movió Su Mano»      | 2:21     |  |
| 42:47                |                           |          |  |

## Videoclips
- «Contenme»

## Músicos
Estados Alterados
- Fernando Sierra -Elvis-
- Ricardo Restrepo -Ricky
- Gabriel Lopera -Tato-

Músicos Invitados
- Camilo Lucena - Guitarra
- Oliver Camargo - Bajo
- Paula Barrientos - Voz «Sin Prejuicios»
- Nathalia Valencia - Tubular Bells «Ella Movió Su Mano»
- Mauricio González - Violín
- Phil Vinall - Voces Adicionales & Guitarra